# Elke Drüll
Elke Doris Drüll, née le 1er avril 1956 à Neuss (Allemagne de l'Ouest), est une ancienne joueuse de hockey sur gazon allemande. Elle est médaillée d'argent aux Jeux de 1984.

## Carrière
Elke Drüll est détentrice d'une médaille d'argent olympique en 1984.

## Palmarès

### Jeux olympiques
- médaille d'argent du tournoi féminin en 1984 à Los Angeles,  États-Unis